# Cosma III di Alessandria (calcedoniano)
Papa Cosma III (... – XVIII secolo), è stato papa e patriarca greco-ortodosso di Alessandria e di tutta l'Africa tra il 1736 e il 1746.
Era stato Metropolita della Pisidia. Fu eletto alla sede di Alessandria dal Patriarcato ecumenico di Costantinopoli.